# ケマーリー・ブラウン
アシャニ・ケマーリー・ブラウン（Ashani Kemarley Brown、1992年7月20日 ‐ ）は、ジャマイカ出身でバーレーン国籍の陸上競技選手。専門は短距離走。100mで9秒93、200mで20秒38の自己ベストを持ち、100mでは10秒03のバーレーン記録を保持している。2015年にバーレーンの市民権を取得。ジャマイカ人時代には2015年光州ユニバーシアード男子100mで銀メダル獲得などの実績を持つ。

## 経歴

### 2011年
4月にカリフタゲームズ (en) の20歳未満の部に出場すると、ジャマイカチームの3走を務めた男子4×100mリレーで優勝に貢献し、自身初となる国際大会のメダルを獲得した。

### 2014年
5月17日のカリフォルニア・コミュニティ・カレッジ体育協会（California Community College Athletic Association）選手権男子100mでジャマイカ歴代8位（当時）の記録となる9秒93（+1.8）をマークし、10秒の壁を破ったジャマイカ史上13人目の選手となった。また、この記録は2009年にライアン・ベイリーが樹立したアメリカ合衆国のコミュニティ・カレッジ記録（10秒05）を塗り替えるものだった。

### 2015年
7月の光州ユニバーシアード男子100mに出場すると、出場選手の中で1番の自己ベスト（9秒93）を持つ実力通り、順当に決勝まで進出した。しかし、自己ベストに迫るタイムをマークすることはできず、決勝では9秒97の大会記録を樹立したアカニ・シンビネに敗れ、10秒12（0.0）の銀メダルに終わった。8月19日にバーレーンの市民権を取得した。

### 2016年
バーレーン代表として競技することが可能になったのは8月10日で、リオデジャネイロオリンピック男子100mの予選が行われる3日前だった。シニアの世界大会初出場となった13日の予選を10秒13（-1.2）の組1着で突破するも、翌日の準決勝は10秒13（0.0）の組5着に終わり決勝進出を逃した。

## 自己ベスト
記録欄の（　）内の数字は風速（m/s）で、+は追い風、-は向かい風を意味する。
| 種目 | 記録           | 年月日        | 場所           | 備考           |
| 屋外 | 屋外           | 屋外          | 屋外           | 屋外           |
| ---- | -------------- | ------------- | -------------- | -------------- |
| 100m | 9秒93 (+1.8)   | 2014年5月17日 | ウォールナット |                |
| 200m | 20秒38 (+1.6)  | 2014年4月18日 | ウォールナット |                |
| 200m | 20秒29w (+2.6) | 2014年5月17日 | ウォールナット | 追い風参考記録 |

### バーレーン記録
| 種目 | 記録          | 年月日       | 場所         |      |
| 屋外 | 屋外          | 屋外         | 屋外         | 屋外 |
| ---- | ------------- | ------------ | ------------ | ---- |
| 100m | 10秒03 (+0.9) | 2016年5月7日 | キングストン |      |

## 主要大会成績
| 年         | 大会                        | 場所             | 種目       | 結果         | 記録          | 備考       |
| ジャマイカ | ジャマイカ                  | ジャマイカ       | ジャマイカ | ジャマイカ   | ジャマイカ    | ジャマイカ |
| ---------- | --------------------------- | ---------------- | ---------- | ------------ | ------------- | ---------- |
| 2011       | カリフタゲームズ (en) (U20) | モンテゴ・ベイ   | 200m       | 5位          | 21秒56 (-1.1) |            |
| 2011       | カリフタゲームズ (en) (U20) | モンテゴ・ベイ   | 4x100mR    | 優勝         | 39秒75 (3走)  |            |
| 2015       | ユニバーシアード (en)       | 光州             | 100m       | 2位          | 10秒12 (0.0)  |            |
| バーレーン |                             |                  |            |              |               |            |
| 2016       | オリンピック                | リオデジャネイロ | 100m       | 準決勝3組5着 | 10秒13 (0.0)  |            |